# Fédération ivoirienne de basket-ball
La Fédération ivoirienne de basket-ball (FIBB) est une association regroupant les clubs de basket-ball de Côte d'Ivoire et organisant les compétitions nationales et les matchs internationaux de la sélection ivoirienne. Elle fut fondée en 1952 et est affiliée à l'AFABA depuis 1961.
Depuis le 2 décembre 2023, Moussa Diarra en est le président, remplaçant à ce poste Coulibaly Mahama.
Elle établit les règlements qui régissent les relations entre les différents acteurs de la communauté du basket-ball en Côte d’Ivoire.
La FIBB compte aujourd’hui 7 ligues nationales, plusieurs Centres de Formation (41 affiliés rien qu’à Abidjan), ainsi qu’une vingtaine de Clubs enregistrés dans la capitale. Un programme d’identification est en cours sur l’ensemble du territoire ivoirien.